# Aw Boon Haw

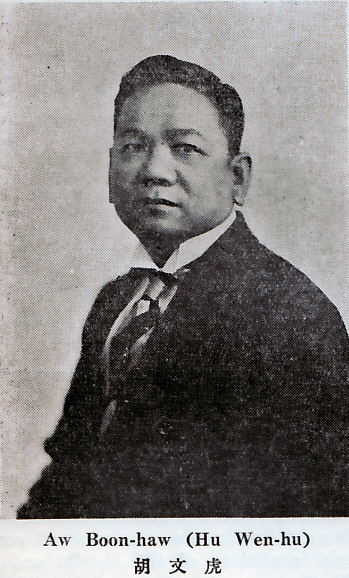
Aw Boon Haw (Who’s Who in China 4th ed., 1931)

Aw Boon Haw (chinesisch 胡文虎, Pinyin Hú Wénhǔ, Jyutping Wu4 Man4fu2, Pe̍h-ōe-jī Ôo Bûn-hó͘; * 1882 in Rangun, Birma; † 1954 in Hongkong) war ein birmanisch-chinesischer Unternehmer.
Aw entstammte einer Hakka-Familie aus Yongding. Aws Vater war der TCM-Heiler Aw Chu Kin (胡子欽), der im späten 19. Jahrhundert alleine nach Birma auswanderte. Er war 1920 zusammen mit seinem jüngeren Bruder Aw Boon Par (胡文豹) die Gründer des Pharmaunternehmens Haw Par Healthcare in Singapur, dessen erstes und bekanntestes Produkt die Erkältungssalbe Tiger Balm ist. Außerdem gründete er mehrere Zeitungen in Malaysia und Hongkong. Die Zeitungen, die Aw gründeten, waren beispielsweise die chinesischen Zeitungen Sin Chew Daily, Sing Tao Daily und der englischen Zeitung Hongkong Tiger Standard. Als Philanthrop stiftete er mehrere Parks, deren bedeutendster die heutige Haw Par Villa in Singapur ist, die 1937 unter dem Namen „Tiger Balm Gardens“ erbaut wurde.
Aw verstarb 1954 während einer Schiffsreise von Hongkong nach Boston an einem postoperativen Herzinfarkt.